# Horst Laube (Landrat)
Walter Horst Laube (* 12. April 1892 in Chemnitz; † 15. Dezember 1979 in Stockach) war ein deutscher Jurist, Amtshauptmann und Landrat.

## Leben und Wirken
Nach dem Schulbesuch studierte der Sohn des Schuldirektors Ernst Waldemar Laube Rechtswissenschaften an den Universitäten Kiel, München und Leipzig. 1914 promovierte er in Leipzig zum Thema Die Wirkungen des Zuschlags in der Zwangsversteigerung. Im Jahr 1916 trat Laube in den sächsischen Verwaltungsdienst ein. Am 21. März 1919 legte er die juristische große Staatsprüfung ab. Nach Stationen bei der Amtshauptmannschaft Chemnitz und in sächsischen Ministerien wurde er 1925 stellvertretender Amtshauptmann in Amtshauptmannschaft Flöha und 1932 Regierungsrat bei der Amtshauptmannschaft Dresden. Von 1925 bis 1927 war Laube Mitglied der DVP. 
Zum 1. Mai 1933 trat er der NSDAP bei (Mitgliedsnummer 1.957.634). Mit Wirkung vom 1. Mai 1933 wurde er zum Amtshauptmann der Amtshauptmannschaft Stollberg ernannt. Ab 1934 war er Mitglied der SS, für die er nebenamtlich tätig wurde. Zum 3. Oktober 1935 wechselte er in gleicher Funktion zur Amtshauptmannschaft Zwickau. Zugleich war er während dieser Zeit stellvertretender Leiter der SD-Außenstelle Zwickau. Seit der Umbenennung der Gebietskörperschaften in Sachsen zum 1. Januar 1939 führte er die neue Amtsbezeichnung Landrat. Im November 1939 wurde nach einem Konflikt mit dem Zwickauer NSDAP-Kreisleiter Ewald Dost durch den sächsischen Reichsstatthalter Martin Mutschmann seine Versetzung als Landrat in den Landkreis Marienberg angeordnet. Dafür sollte der dortige Landrat Friedrich Müller seine Stelle in Zwickau übernehmen. Bereits im Dezember 1939 wurde die Versetzung bis auf Weiteres verschoben.
Ab dem 22. Mai 1942 war Laube als Oberkriegsverwaltungsrat Leiter der neu geschaffenen Abteilung II Pol des Befehlshabers der Sicherheitspolizei und des SD in Frankreich (BdS) in Paris. In dieser Funktion hatte er die Oberaufsicht über die Polizei des Vichy-Regimes. Sein Vorgesetzter war der Höhere SS- und Polizeiführer Frankreich und als „Schlächter von Paris“ bekannte Carl Oberg (von 1939 bis 1941 Polizeipräsident von Zwickau). In dieser Zeit war Laube unter anderem für Massenexekutionen von Geiseln zuständig. Am 11. August 1942 wurden unter seiner persönlichen Leitung in Paris 88 Franzosen zur Abschreckung erschossen. Nach der alliierten Invasion in Frankreich 1944 war Laube als Ministerialrat im Reichsministerium des Innern tätig. 
Nach dem Zweiten Weltkrieg befand er sich bis 1948 in alliierter Internierung beziehungsweise Haft. Laube sagte als Zeuge während der Nürnberger Prozesse aus. Nach der 1948 erfolgten Entnazifizierung setzte er seine juristische Karriere im Staatsdienst fort und wurde schließlich Senatspräsident des Landessozialgerichts Baden-Württemberg. In den 1960er und 1970er Jahren wurde gegen ihn ermittelt, die jeweiligen Ermittlungsverfahren jedoch eingestellt.